# Nathan's Famous
Nathan's Famous (NASDAQ: NATH) é uma companhia do ramo alimentício que opera nos Estados Unidos, sendo um restaurante de fast-food especializado em cachorros-quentes.
O restaurante Nathan's original fica na esquinaa das avenidas Surf e Stillwell em Coney Island, no bairro de Nova York Brooklyn.

## Historia
Nathan's começou como um stand de cachorro quente em Coney Island em 1916 e tem o nome de seu fundador, Nathan Handwerker.
Handwerker, um empregado da Barraca de cachorro quente do Feltman, foi encorajado pelos clientes e celebridades Eddie Cantor e Jimmy Durante para abrir uma competição contra seu antigo patrão.
Handwerker quebrou o Feltman's cobrando cinco centavos por um cachorro quente enquanto seu concorrente cobrava dez.
Numa época em que a regulação alimentar estava em sua infância, e o pedigree do cachorro quente era particularmente suspeito, Handwerker fez questão que homens vestidos de cirurgeões fossem vistos em sua barraca para garantir a qualidade e atrair clientes em potencial. O empreendimento se mostrando tremendamente popular.
Um segundo local foi aberto em Long Beach Road, em Oceanside, aberto em 1959, e outro abriu em Yonkers em 1965. Tudo foi vendido para a família Handwerker em 1987, um ponto em que o Nathan's foi franquiado e um grande número de estabelecimentos abriu em Nova York e outras cidades. A companhia virou publica em 1993, e ill Handwerker, o neto do fundador, saiu da companhia três anos depois.
Nos anos 90, o Nathan's adquiriu o Kenny Rogers Roasters e o Miami Subs Grill. Em setembro de 2001, o Nathan's consistia em 24 unidades compradas da companhia, 380 franquias ou unidades licenciadas e mais de 1,400 lojas em 41 estados, no distrito de Columbia e em 17 outros países. Acordos com a organização internacional da franquia recentemente assinou com o Egito e Israel. Nathan's também é dono da marca exclusiva Arthur Treacher's Fish & Chips.

## Concurso de comer cachorro-quente doNathan

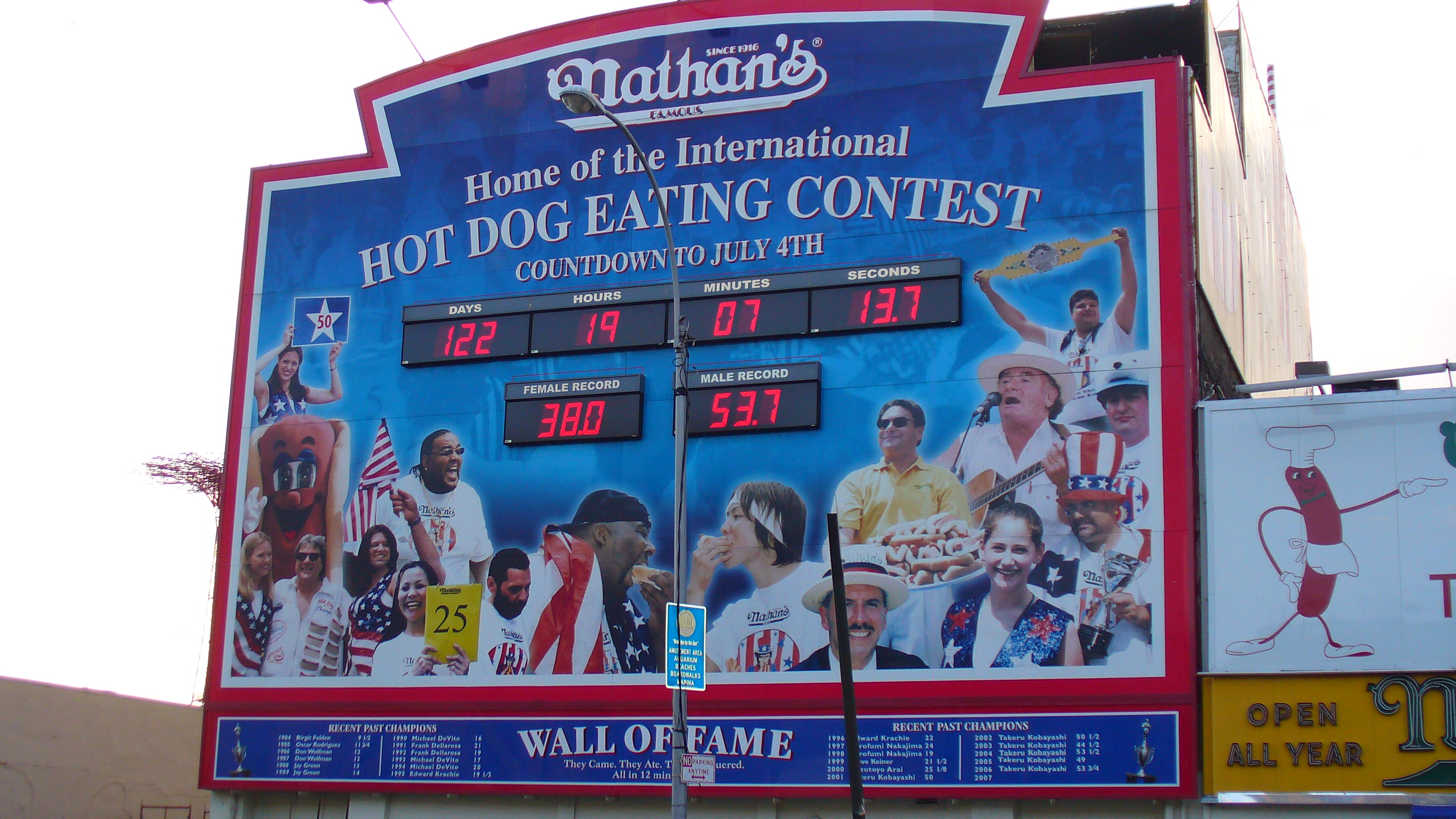
relógio regressivo do Nathan's Hot Dog Eating Contest

Todo dia 4 de julho, desde 1916, o Nathan's Hot Dog Eating Contest  é realizado. Desde os anos de 1970 a competição ocorre em sua localização original, em Coney Island, Nova York. Participantes tentam consumir a maior quantidade de cachorros-quentes dentro de um determinado período que era doze minutos e passou a ser de dez minutos. O evento do Nathan's está no centro do circuito de alimentação competitiva. Takeru Kobayashi ganhou o campeonato de 2006 ingerindo 53¾ cachorros-quentes naquela que foi sua sexta vitória consecutiva no torneio. Em 2007, apesar de bater seu recorde pessoal com 63 cachorros-quentes, ele perdeu para Joey Chestnut pela margem de 3 lanches que consumaram na época o novo recorde mundial de 66 cachorros quentes. Foi em 2008 que o limite de tempo mudou para dez minutos. Joey Chesnut e Takeru Kobayashi empataram com 59 cachorros quentes, antes de irem ao desempate de 5 cachorros quentes. Joey Chesnut ganhou, comendo 64 cachorros quentes.
Chestnut segiuu vencendo nos anos seguintes até ser derrotado por Matt Stonie em 2015, mas recuperou o título em 2016. Chestnut também venceu o concurso de 2017 e repetiu a vitória em 2018 onde consumiu 74 hot dogs estabelecendo um novo recorde.